# 親愛なるルイーズ
親愛なるルイーズ (フランス語: Chère Louise)は1972年に公開されたフランス映画。監督はフィリップ・ド・ブロカ。 この映画は1972年のカンヌ国際映画祭に出品された。2021年7月、この映画はカンヌ国際映画祭クラシック部門にて修復公開された。